# Таракановка (Калужская область)
Таракановка — деревня в Медынском районе Калужской области Российской Федерации. Входит в сельское поселение «Село Передел». В настоящее время опустела, но юридически не упразднена. В деревне находится разрушенная старообрядческая церковь и заброшенное кладбище.

## Физико-географическое положение
Ближайшие населённые пункты — деревни Грибово (5,7 км), Семёно (3,9 км) и Жихарево (3,3 км). Стоит на берегах реки Трубенка.

## Этимология
Прежнее название «Княжая Таракановка» созвучно древнерусскому Тмутараканьскому княжеству.

## Население
| 2002 | 2010 |
| ---- | ---- |
| 0    | →0   |

## История
На карте Горихвостова 1774 года Таракановки нет, а её положение относится к Боровскому уезду Московской губернии.
В конце XVIII веке на месте Таракановки располагалась пустошь Чернавино во владении Фёдора Глебовича и Николая Глебовича Салтыковых, Агафьи Еремеевны Долгинской, Ивана-большого и Ивана-меньшого Перфильевичей Мосоловых. Пустошь находилась на берегах реки Золочи (сейчас Трубенки), использовалась как сенной покос и для заготовки леса.
19 (31) октября 1812 через Таракановку к селу Спас-Кузова следует 1-я (правая) колонна генерала Дохтурова. Колонну вёл подпоручик Траскин от Кременского к Спас-Кузовам через Прудково, Топорино, Динцы, Власьево, Таракановку и Святой Сёмён. Она состояла из 1-й кирасирской, 1-й кавалерийской, 12-й пехотной дивизий, 6 и 8 корпусов.
В XIX веке Княжая(Таракановка) — владельческая деревня при речке Егорьевке 2-го стана Медынского уезда Калужской губернии.
В 1856 году в Боровске был арестован старообрядческий священник Василий Васильев, постоянно проживающий в Таракановке. Со слов обвиняемого, в 1856 году Таракановка принадлежала графу Андрею Петровичу Шувалову.
В 1857 года Таракановка упоминается как «раскольничье скопище». Кроме неё также названы: Боровск, Брынь, Колодязцы, Передел, Ворсино и Тарутино. В Таракановке появился первый в Калужской губернии священнослужитель «австрийского проставления».
В 1859 году в деревне проживало 284 человек.
В 1869 году медынский мещанин Иван Матвеевич Шувалов, уроженец Таракановки, был задержан в Боровске за содержание подпольной типографии, где печаталась старообрядческая литература. После суда Шувалов вернулся в Таракановку, где продолжил распространять старообрядческие книги. В 1885 году типография была раскрыта уже в самой Таракановке.
В середине 1870-х годов в Таракановке было 50 семейств старообрядцев, а в приход моленной входило 15 селений, где проживало ещё 70 старообрядческих семей.
В 1899 году в деревне числилось 402 человека — почти все старообрядцы, кроме пяти человек.
В 1909 году в Таракановке строится каменная церковь Казанской иконы Божией Матери.
16 января 1910 года состоялось поднятие колоколов.
В январе 1942 года на кладбище Таракановки хоронят бойца 1295-го стрелкового полка 160-й стрелковой дивизии, Алексея Матвеича Ершова

## Известные уроженцы села
- Большев, Александр Саввич — авиастроитель, герой Труда[17]

## Репрессированные
- Иванов Кузьма Иванович (1861—1938) — дьякон церкви в Фокино, расстрелян по статье 58 пункт 10 УК РСФСР (контрреволюционная деятельность: пропаганда или агитация)[18]
- Костоправкин Мефодий Федмович (1894—?) — священник в Таракановке, в 1937 году осуждён на 10 лет лагерей[18]
- Смирнов Иван Егорович (1886 —?) — священник в Таракановке, осуждён в 1933 году на 5 лет лагерей по статье 58 пункт 7,11,14 УК РСФСР (контрреволюционная деятельность: подрыв государственной промышленности, организация подготовки преступлений, саботаж)[18]